# Мэтьюс, Роберт Джей
Роберт Джей Мэтьюс (англ. Robert Jay Mathews; 16 января 1953, Марфа, Техас, США — 8 декабря 1984, Фриленд, Вашингтон, США) — лидер американской организации белых расистов «The Order».

## Биография
Роберт Мэтьюс родился в Марфе, штат Техас, 16 января 1953 года. Младший из трех детей, родившихся у Джонни и Уна Мэтьюз. Его отец, имеющий шотландские корни, был мэром города, председателем Торговой палаты и руководителем местной методистской общины.
В возрасте одиннадцати лет Мэтьюс вступил в Общество Джона Берча.
Позднее семья переехала в город Финикс, штат Аризона. Там Мэтьюс создал организацию «Сыны свободы», представлявшую собой антикоммунистическое ополчение, насчитывавшее до 30 бойцов. Вскоре он был арестован за уклонение от уплаты налогов и осужден условно на шесть месяцев. В 1974 году он переехал в Металайн-Фоллз в штате Вашингтон, где они с отцом купили 60 акров леса и построили новый дом. Два года спустя Мэтьюс женился на Дебби МакГеррити, с которой они усыновили сына. Также у него родилась дочь от другой женщины.
В Металайн-Фоллз Мэтьюс стал много читать. Особенно его увлекла книга Уильяма Гейли Симпсона «Which Way Western Man?», в которой говорилось об опасностях, угрожающих белому человечеству. У Мэтьюса созрел план создать на северо-западном тихоокеанском побережье США Белый Американский Бастион. В 1983 году он представил свой замысел конвенции Национального Альянса и был встречен бурными овациями участников.

## «The Order»
В сентябре 1983 года на своей ферме в Металайн-Фоллз он вместе с ещё восемью единомышленниками создал организацию под названием «The Order», также именовавшуюся «Молчаливым братством» (Silent Brotherhood).
Сначала братству необходимо было добыть средства для террористической деятельности. Выручка, полученная от первого грабежа порно-магазина в Спокане, штат Вашингтон, составила 369 долларов. Ввиду незначительности этой суммы было решено перейти к грабежу инкассаторов и подделке денег.
Мэтьюсу удалось напечатать некоторое количество 50-долларовых банкнот, но один из членов организации, Брюс Кэрролл Пирс, был арестован, как только попытался пустить их в ход. Чтобы внести залог за него, Мэтьюс в конце 1983 года единолично ограбил банк к северу от Сиэтла, добыв 25 000 долларов. В марте 1984 года одна группа бойцов «Ордена» взорвала бомбу в одном из театров Сиэтла, чтобы отвлечь внимание полиции, в то время как другая экспроприировала 500 000 долларов из инкассаторской машины. В июне 1984 года в городе Денвере «Орденом» был убит еврейский радиожурналист Алан Берг. В июле 1984 году двенадцать бойцов Мэтьюса ограбили ещё одну инкассаторскую машину, из которой украли 3 800 000 долларов (что стало крупнейшим в истории ограблением инкассаторской машины). Полученные средства использовались для закупки автомобилей, оборудования и вооружений и помощь единомышленникам. Также «Орден» приобрел участки земли в штатах Айдахо и Миссури, чтобы создать на них лагеря для подготовки бойцов партизанской войны.
Однако во время июльского нападения Мэтьюс потерял свой пистолет, используя который ФБР смогло выйти на одного из членов «Ордена». Примерно в то же время другой член «Ордена» Том Мартинес, арестованный в Филадельфии за попытку пустить в ход поддельные банкноты, согласился на сотрудничество с властями и отправился в город Портленд, штат Орегон, где у него должна была состояться встреча с Мэтьюсом и его соратником Гэри Ярборо. ФБР устроило засаду в мотеле, где находились члены братства, но Мэтьюсу удалось уйти, хотя его и ранили в руку, а Ярборо был арестован.

## Последние дни
8 декабря 1984 года правительственные агенты (по разным источникам, их было от 60 до 500) окружили Мэтьюса в Фриленде, неподалеку от Купвилла, штат Вашингтон, на острове Уидби. Он отказался сдаться и вступил в перестрелку с осаждавшими. Агенты ФБР пытались заставить Мэтьюса покинуть дом, стреляя в него дымовыми гранатами, однако на Мэтьюсе была защитная маска. Тогда осаждавшие запустили в дом несколько ракет, которые вызвали взрыв ручных гранат и других боеприпасов, хранившихся в доме. Однако и после этого Мэтьюс некоторое время продолжал стрелять из горящего дома в агентов, пока не сгорел заживо. 